# Obersteckholz
Obersteckholz là một đô thị thuộc huyện Oberaargau, bang Bern, Thụy Sĩ. Đô thị này có diện tích 3,9  km², dân số thời điểm tháng 12 năm 2020 là 415 người.